# Cedusa mutilata
Cedusa mutilata är en insektsart som beskrevs av Caldwell 1944. Cedusa mutilata ingår i släktet Cedusa och familjen Derbidae. Inga underarter finns listade i Catalogue of Life.